# Criptofascismo
Criptofascismo é um termo pejorativo que denota apoio ou admiração secretas pelo fascismo. O termo é utilizado para indicar que um indivíduo ou grupo mantém esse suporte ou admiração oculta para evitar a perseguição política ou o suicídio política, esses indivíduos escondem sua agenda enquanto a doutrina permanecer socialmente inaceitável.
O termo é amplamente creditado a Gore Vidal. Em um debate televisivo da ABC News nos Estados Unidos da América durante o caos da Convenção Nacional Democrata de 1968, Vidal teria descrito William F. Buckley, Jr. como um "criptonazista", depois, corrigindo-se  como querendo dizer "criptofascista". No entanto, o termo apareceu cinco anos antes, em um idioma alemão do livro do sociólogo Theodor W. Adorno, Der getreue Korrepetitor ("O fiel repetidor", em português).
O termo também foi usada pelo Prêmio Nobel Heinrich Böll em um ensaio de 1972 intitulado "Will Ulrike Gnade oder freies Geleit?" (em português: "Ulrike terá misericórdia ou salvo-conduto?") - onde criticou duramente a reportagem sensacionalista feita pelo tabloide Bild-Zeitung sobre o Grupo Baader-Meinhof.  Neste ensaio, Böll afirmou que os atos da revista Bild-Zeitung “não são criptofascistas, nem fascistas, mas puro fascismo. Agitação, mentiras, infâmia.” 
Os críticos citam o partido político liderado pela Frente Nacional liderado por Marine Le Pen. Esses partidos atraem cidadãos conservadores de classe média por meio de temas nacionalistas e tradicionalistas, mas também exemplificam tendências à violência e ambiguidade sobre crimes fascistas passados. Outros partidos criptofascistas podem ser encontrados na Hungria, Brasil, Itália, Grécia e Albânia.